# Bik'at HaYarden
El consell regional de Bik'at Hayarden (en hebreu: מועצה אזורית בקעת הירדן, Mo'atza Azorit Bik'at Hayarden), també és anomenat Aravot Hayarden (en català: Planes del Jordà) és un consell regional que cobreix 21 assentaments israelians en la vall del Jordà a Cisjordània. El territori municipal del consell comença a Mehola en el nord, prop de la vall de Bet-Xean, i arriba fins a Jericó en el sud. La majoria dels assentaments se situen en els dos principals camins nord-sud que travessen el territori del consell. El camí d'Alon a l'oest i la carretera 90 a l'est. La ciutat de Ma'ale Efraim, un consell local, es troba dins de les fronteres del consell regional, però constitueix un municipi independent. Les oficines del consell regional es troben en el centre regional Shlomtzion. En 2006, Dovi Tal era el cap del consell regional.

## Assentaments
| - Argaman (moixav) - Beka'ot (moixav) - Gilgal (quibuts) - Gitit (moixav) - Hamra (moixav) - Hemdat (poble) - Maskiot (poble) - Masua (moixav) - Mehola (moixav) - Mekhora (moixav) - Mevo'ot Yericho (poble) | - Netiv HaGdud (moixav) - Niran (quibuts) - Na'omi (moixav) - Petza'el (moixav) - Ro'i (moixav) - Rotem (poble) - Shadmot Mehola (moixav) - Tomer (moixav) - Yafit (moixav) - Yitav (moixav) |